# Alpheus beanii
Alpheus beanii är en kräftdjursart som beskrevs av Addison Emery Verrill 1922. Alpheus beanii ingår i släktet Alpheus och familjen Alpheidae. Inga underarter finns listade i Catalogue of Life.